# Mantra
Ett mantra är inom bland annat buddhism, hinduism och zoroastrism en fras, ett ord eller en mening som anses vara heligt och innehålla särskild andlig betydelse.

## Mantran inom buddhismen
Mantran kan användas som ett stöd vid meditation, men är i synnerhet förknippade med vajrayana (tantrisk buddhism) där mantran har närmast magiska innebörder. Det förekommer dock även mantran utanför den tantriska buddhismen. Ett vanligt buddhistiska mantra, kopplat till bodhisattvan Avalokiteshvara, är Om mani padme hum.

## Mantran inom zoroastrismen
Ordet mantra är etymologiskt besläktat med avestiskans manthra i betydelsen "ljud vars vibrationer har en inspirerande effekt på sinnet". Nutida zoroastrier översätts vanligen som "inspirerande ord".
Till de två mest förekommande zoroastriska manthra hör Ashem Vohu och Yatha Ahu Vairyo.